# Campylotropis cytisoides
Campylotropis cytisoides är en ärtväxtart som beskrevs av Friedrich Anton Wilhelm Miquel. Campylotropis cytisoides ingår i släktet Campylotropis och familjen ärtväxter. Inga underarter finns listade i Catalogue of Life.